# Cymodoce tattersalli
Cymodoce tattersalli är en kräftdjursart som beskrevs av Gianantonia Torelli 1929. Cymodoce tattersalli ingår i släktet Cymodoce och familjen klotkräftor. Inga underarter finns listade i Catalogue of Life.